# 100 metros rasos
100 metros rasos ou 100 metros é uma modalidade olímpica de corrida de velocidade no atletismo. A mais curta das distâncias disputadas em eventos ao ar livre, é também uma das mais populares modalidades do esporte. Dura por volta de 10 segundos no masculino e 11 segundos no feminino e os respectivos vencedores são geralmente apelidados de homem / mulher mais rápido do mundo.
Disputada numa pista de atletismo padrão de 400 m, ela ocupa uma reta inteira da pista, com uma extensão fora da curva para alcançar a distância exata. Os atletas largam de blocos firmados no chão ao som de um sinal de partida e correm dentro de raias demarcadas na pista. A velocidade máxima dos atletas é geralmente alcançada entre os 50/60 m da distância total.
Os 100 metros rasos foram introduzidos no programa olímpico desde os primeiros Jogos em Atenas 1896 para homens e desde Amsterdã 1928 para mulheres. Os primeiros campeões olímpicos foram, respectivamente, Tom Burke e Betty Robinson, dos Estados Unidos.
O recorde mundial pertence a Usain Bolt, da Jamaica, obtido durante o Campeonato Mundial de Atletismo de 2009 em Berlim, na Alemanha, com a marca de 9s58. O recorde feminino é de 10s49 da  norte-americana Florence Griffith Joyner, em Indianápolis, Estados Unidos, em julho de 1988. O norte-americano Noah Lyles e Julien Alfred, de Santa Lúcia, são os atuais campeões olímpicos; Lyles e Sha'Carri Richardson são os campeões mundiais.

## História
Na Antiguidade, o estádio de Olímpia, o "stadion",  tinha uma pista de 192 metros, onde era disputada uma corrida em volta dela. Nos tempos modernos, os ingleses, os primeiros a modernizarem o atletismo, adotaram uma distância padrão de 110 jardas (100,58 m), de acordo com seu sistema de medidas, para esta corrida, mas a distância métrica de 100 m tem sido disputada desde os primeiros Jogos Olímpicos da Era Moderna.
Nos tempos modernos não existe um registro preciso de quando esta prova começou a ser disputada; ainda assim existe um tempo de 11.0, atribuído ao inglês William McLaren, registrado  em 27 de julho de 1867. Quando da fundação da Federação Internacional de Atletismo – IAAF  em 1912, foi considerado como recorde inicial o tempo de 10.8, obtido por Ralph Craig em Estocolmo 1912 em 6 de julho de 1912, na final da V Olimpíada.
Uma marca inferior a 10 segundos para a distância sempre foi perseguida desde o início de sua disputa. O primeiro homem a correr a distância oficialmente em tempo inferior por cronometragem eletrônica foi o norte-americano Jim Hines, que o fez na altitude da Cidade do México na final da prova nos Jogos Olímpicos da Cidade do México 1968, em 9.95. Antes disso, por cronometragem manual e não-oficial atualmente, Hines, Ronnie Ray Smith e Charles Greene marcaram 9.9 numa prova meses antes dos Jogos do México, na chamada "Noite da Velocidade", em Sacramento, Califórnia.

## Regras
Os atletas largam de blocos firmados no chão ao som de um sinal de partida e correm dentro de raias demarcadas na pista. As solas têm pregos de comprimento máximo fixado em 8,4 milímetros, e a espessura da sola não pode ultrapassar treze milímetros. O vencedor é determinado pelo primeiro a cruzar o torso na linha de chegada; pernas e braços são desconsiderados. Quando a avaliação do vencedor não é possível ao olho humano, é usado um sistema de photo finish para determinar o campeão.
Provas disputadas com uma velocidade de vento favorável maior que 2 m/s não são aceitáveis para a homologação de recordes. Sensores colocados no bloco de largada marcam o tempo de reação dos atletas ao sinal de largada; um tempo de reação inferior a 0.1s é considerado como largada falsa, os velocistas são chamados de volta à largada, e o responsável desclassificado. Um atleta também pode ser desclassificado caso pise fora da linha que delimita sua raia de corrida.

## Recordes
De acordo com a Federação Internacional de Atletismo – IAAF.
Homens
| Recorde          | Tempo | Atleta     | País    | Data           | Local        |
| Recorde mundial  | 9.58  | Usain Bolt | Jamaica | 16 agosto 2009 | Berlim       |
| Recorde olímpico | 9.63  | Usain Bolt | Jamaica | 5 agosto 2012  | Londres 2012 |

Mulheres
| Recorde          | Tempo | Atleta                   | País           | Data          | Local        |
| Recorde mundial  | 10.49 | Florence Griffith-Joyner | Estados Unidos | 16 julho 1988 | Indianápolis |
| Recorde olímpico | 10.61 | Elaine Thompson          | Jamaica        | 31 julho 2021 | Tóquio 2020  |

## Melhores marcas mundiais
As marcas abaixo são de acordo com a World Athletics.

### Homens
| Posição | Tempo | Atleta        | País           | Data             | Local     |
| ------- | ----- | ------------- | -------------- | ---------------- | --------- |
| 1       | 9.58  | Usain Bolt    | Jamaica        | 16 agosto 2009   | Berlim    |
| 2       | 9.63  | Usain Bolt    | Jamaica        | 5 agosto 2012    | Londres   |
| 3       | 9.69  | Usain Bolt    | Jamaica        | 16 agosto 2008   | Pequim    |
| 3       | 9.69  | Tyson Gay     | Estados Unidos | 20 setembro 2009 | Xangai    |
| 3       | 9.69  | Yohan Blake   | Jamaica        | 23 agosto 2012   | Lausanne  |
| 6       | 9.71  | Tyson Gay     | Estados Unidos | 16 agosto 2009   | Berlim    |
| 7       | 9.72  | Usain Bolt    | Jamaica        | 31 maio 2008     | Nova York |
| 7       | 9.72  | Asafa Powell  | Jamaica        | 2 setembro 2008  | Lausanne  |
| 9       | 9.74  | Asafa Powell  | Jamaica        | 9 setembro 2007  | Rieti     |
| 9       | 9.74  | Justin Gatlin | Estados Unidos | 15 maio 2015     | Doha      |

### Mulheres
| Posição | Tempo | Atleta                   | País           | Data             | Local        |
| ------- | ----- | ------------------------ | -------------- | ---------------- | ------------ |
| 1       | 10.49 | Florence Griffith-Joyner | Estados Unidos | 16 julho 1988    | Indianápolis |
| 2       | 10.54 | Elaine Thompson          | Jamaica        | 21 agosto 2021   | Eugene       |
| 3       | 10.60 | Shelly-Ann Fraser-Pryce  | Jamaica        | 26 agosto 2021   | Lausanne     |
| 4       | 10.61 | Florence Griffith-Joyner | Estados Unidos | 17 julho 1988    | Indianápolis |
| 4       | 10.61 | Elaine Thompson          | Jamaica        | 31 julho 2021    | Tóquio       |
| 6       | 10.62 | Florence Griffith-Joyner | Estados Unidos | 24 setembro 1988 | Seul         |
| 6       | 10.62 | Shelly-Ann Fraser-Pryce  | Jamaica        | 10 agosto 2022   | Mônaco       |
| 8       | 10.63 | Shelly-Ann Fraser-Pryce  | Jamaica        | 5 junho 2021     | Kingston     |
| 9       | 10.64 | Carmelita Jeter          | Estados Unidos | 20 setembro 2009 | Xangai       |
| 9       | 10.64 | Elaine Thompson          | Jamaica        | 26 agosto 2021   | Lausanne     |

## Melhores marcas olímpicas
As marcas abaixo são de acordo com o Comitê Olímpico Internacional – COI.

### Homens
| Posição | Tempo | Atleta           | País           | Medalha | Local        |
| ------- | ----- | ---------------- | -------------- | ------- | ------------ |
| 1       | 9.63  | Usain Bolt       | Jamaica        | ouro    | Londres 2012 |
| 2       | 9.69  | Usain Bolt       | Jamaica        | ouro    | Pequim 2008  |
| 3       | 9.75  | Yohan Blake      | Jamaica        | prata   | Londres 2012 |
| 4       | 9.79  | Justin Gatlin    | Estados Unidos | bronze  | Londres 2012 |
| 4       | 9.79  | Noah Lyles       | Estados Unidos | ouro    | Paris 2024   |
| 4       | 9.79  | Kishane Thompson | Jamaica        | prata   | Paris 2024   |
| 7       | 9.80  | Marcell Jacobs   | Itália         | ouro    | Tóquio 2020  |
| 7       | 9.80  | Kishane Thompson | Jamaica        |         | Paris 2024   |
| 9       | 9.81  | Usain Bolt       | Jamaica        | ouro    | Rio 2016     |
| 9       | 9.81  | Fred Kerley      | Estados Unidos | bronze  | Paris 2024   |
| 9       | 9.81  | Oblique Seville  | Jamaica        |         | Paris 2024   |

* As marcas de Kishane Thompson (9.80) e Oblique Seville (9.81) foram conseguidas nas semifinais de Paris 2024. As medalhas de Noah Lyles e Kishane Thompson foram decididas nos milésimos, usados pela primeira vez nos Jogos para desempate.

### Mulheres
| Posição | Tempo | Atleta                   | País            | Medalha | Local        |
| ------- | ----- | ------------------------ | --------------- | ------- | ------------ |
| 1       | 10.61 | Elaine Thompson          | Jamaica         | ouro    | Tóquio 2020  |
| 2       | 10.62 | Florence Griffith-Joyner | Estados Unidos  |         | Seul 1988    |
| 3       | 10.71 | Elaine Thompson          | Jamaica         | ouro    | Rio 2016     |
| 4       | 10.72 | Julien Alfred            | Santa Lúcia     | ouro    | Paris 2024   |
| 5       | 10.73 | Shelly-Ann Fraser-Pryce  | Jamaica         |         | Tóquio 2020  |
| 6       | 10.74 | Shelly-Ann Fraser-Pryce  | Jamaica         | prata   | Tóquio 2020  |
| 7       | 10.75 | Shelly-Ann Fraser-Pryce  | Jamaica         | ouro    | Londres 2012 |
| 8       | 10.76 | Shericka Jackson         | Jamaica         | bronze  | Tóquio 2020  |
| 8       | 10.76 | Elaine Thompson          | Jamaica         |         | Tóquio 2020  |
| 10      | 10.78 | Shelly-Ann Fraser        | Jamaica         | ouro    | Pequim 2008  |
| 10      | 10.78 | Carmelita Jeter          | Estados Unidos  | prata   | Londres 2012 |
| 10      | 10.78 | Marie-Josée Ta Lou       | Costa do Marfim |         | Tóquio 2020  |

- Em Seul 1988,  Flo-Jo correu a final dos 100 m em 10.54.[18] Esta marca, porém, não é considerada oficialmente por ter sido feita com vento a favor superior ao permitido pelas regras da IAAF (2 m/s), que são seguidas pelo COI. O mesmo ocorreu com a marca dela nas semifinais, 10.70.[19] A marca válida de Flo-Jo, 10:62, não indicada com medalha, foi conseguida nas quartas-de-final.[20] As marcas de Shelly-Ann Fraser-Pryce (10.73), Elaine Thompson (10.76) e Marie-Josée Ta Lou (10.78) em Tóquio 2020, não indicadas com medalhas, foram conseguidas nas eliminatórias e semifinais.[21]

## Marcas da lusofonia
| País                | Masculino | Atleta                            | Ano      | Local                       | Feminino | Atleta           | Ano  | Local             |               |
| Portugal            | 9.86      | Francis Obikwelu                  | 2004     | Atenas                      | 11.10    | Lorène Bazolo    | 2021 | La Chaux-de-Fonds | [ 22 ]        |
| Brasil              | 9.93      | Erik Cardoso                      | 2025     | São Paulo                   | 10.91    | Rosângela Santos | 2017 | Londres           | [ 23 ] [ 24 ] |
| Guiné-Bissau        | 10.36     | Holder da SilvaArcuiam Lopes      | 20092013 | Salamanca e LisboaSalamanca | 12.03    | Fatumata Baldé   | 2018 | Lisboa            | :614,753      |
| Angola              | 10.49     | Afonso Ferraz                     | 1992     | Maia                        | 11,69    | Antónia de Jesus | 1995 | Porto             | [ 26 ]        |
| São Tomé e Príncipe | 10.61     | Yazaldes Nascimento               | 2007     | Leiria                      | 11.61    | Severina Cravid  | 1998 | Lisboa            | :582,716      |
| Cabo Verde          | 10.75     | Denielsan MartinsClaudino Tavares | 20142018 | BambolimMarinha Grande      | 12.12    | Adriana Almeida  | 2019 | Abidjan           | :614, 753     |
| Moçambique          | 10.71     | Kurt Couto                        | 2007     | Windhoek                    | 11.61    | Elisa Cossa      | 2000 | Girona            | :582,716      |